# Glomérule rénal
Le glomérule rénal est la structure la plus proximale du néphron. Il constitue un réseau capillaire qui reçoit le sang de l'artériole afférente et qui le voit le quitter par l'artériole efférente. Ce réseau grâce à sa pression relativement haute permet la formation d'urine primitive, appelée également ultra-filtrat. Il participe (avec les deux feuillets de la capsule de Bowman) à la constitution du corpuscule de Malpighi.
Le terme glomérule est d'ailleurs souvent utilisé, à tort, comme synonyme de néphron.

## Appareil juxtaglomérulaire
L'appareil juxtaglomérulaire est une association de cellules fonctionnelle au sein du rein. Le glomérule des particules du rein le juxtapose. Il permet la régulation rénale de l'équilibre électrolytique, ainsi que la programmation systématique de la régulation de la pression du sang.

## La filtration glomérulaire
C'est la filtration du plasma sanguin au travers de la membrane basale du glomérule vers le tubule.
Elle a pour but d'élaborer le filtrat glomérulaire ou urine primitive.
La barrière de filtration du glomérule est composée de trois couches :
- l'endothélium fenestré des capillaires, pourvu de petits pores de 50 à 100 nm (nanomètres) de diamètre, qui permet le passage de substances comme l'eau, le sodium, l'urée, le glucose et les petites protéines, mais empêche celui des éléments cellulaires du sang (leucocytes, érythrocytes, etc.) et des macromolécules dont le poids moléculaire est égal ou supérieur à 68 000 Da.
- la lame basale (d'une épaisseur de 240 à 340 nm), empêchant le passage des grosses protéines.
- les fentes de filtration (d'une épaisseur de 25 nm) formées par les podocytes et recouvertes d'un mince diaphragme de 4 nm d'épaisseur. Ces fentes empêchent le passage des petites protéines.

La filtration s'effectue par équilibre des pressions entre le pôle vasculaire du glomérule et la capsule de Bowman. La pression hydrostatique glomérulaire permet le passage du liquide plasmatique mais la taille des pores et l'électronégativité de la membrane empêchent le passage des grosses structures comme les éléments figurés du sang et les protéines plasmatiques. À l'inverse, la pression oncotique et la pression hydrostatique de la capsule retient le liquide plasmatique et empêche ainsi une filtration totale. La membrane de filtration ne laisse passer que les petites molécules.
Il en résulte que l'urine primitive (ou filtrat glomérulaire) a une composition similaire au plasma mais elle est dépourvue de protéines plasmatiques.
La particularité des capillaires glomérulaires est le trajet allant d'une artériole (afférente) à une autre artériole (efférente), et non à une veine.